# Orange station (Metrolink)
La Estación Orange (en inglés: Orange station), es una estación de tren regional de la línea Inland Empire-Orange County y la línea Orange County de Metrolink en Anaheim, California, área regional de Los Ángeles en Estados Unidos.

## Descripción
La estación moderna de Metrolink fue inaugurada el 28 de marzo de 1994, con servicio de la línea Orange County para Los Ángeles. Servicio de la línea Inland Empire-Orange County se inauguró el 2 de octubre de 1995. Cuenta con dos andenes de plataforma laterales y con 825 aparcamientos. La estación es propiedad de la ciudad de Orange. El tren de línea Inland Empire-Orange County es de San Bernardino en el norte y Oceanside en el sur.

## Servicio
La estación Orange recibe el servicio de 18 trenes de la línea Inland Empire-Orange County de Metrolink (9 en cada dirección) entre semana. El servicio de fin de semana consta de 4 trenes (2 en cada dirección) tanto los sábados como los domingos. El servicio de 26 trenes de la línea Orange County de Metrolink (13 en cada dirección) entre semana. El servicio de fin de semana consta de 4 trenes (2 en cada dirección) tanto los sábados como los domingos.

## Conexiones
- Orange County bus - (OCTA) ruta: 54, 56, 59 y 453.
- Chapman University - Shuttle bus

## Lugares de interés
- Chapman University
- Marion Knott Studios
- Hilbert Museum of California Art